# Bắc Tripura
Huyện North Tripura là một huyện thuộc bang Tripura, Ấn Độ. Thủ phủ huyện North Tripura đóng ở Kailasahar. Huyện North Tripura có diện tích 2821 ki lô mét vuông. Đến thời điểm năm 2001, huyện North Tripura có dân số 590655 người.